# Xánthi
Xánthi ou Xante (en grec moderne : Ξάνθη, /ˈksanθi/ ; en turc : İskeçe ; en bulgare : Скеча, Sketcha) est une ville de Macédoine-Orientale-et-Thrace, dans le nord de la Grèce et capitale du district régional du même nom.

## Histoire

### Antiquité
Durant l’Antiquité, les premières références à Xánthi remontent à -879 : c’était alors un village thrace, ultérieurement intégré au royaume des Odryses. À l’époque romaine, qui commence en l’an 148 avant notre ère, la ville devient un centre commercial et militaire de la via Egnatia. La christianisation est achevée au Ve siècle (construction de basiliques) : Xánthi fait désormais partie de l’Empire romain d'orient, que nous appelons « byzantin ». Elle avait subi des destructions lors de l’invasion des Goths et des Hérules, au IVe siècle, et en subit à nouveau au VIe siècle, à l’époque des invasions avares et slaves.

### Moyen Âge
Au Moyen Âge, Xánthi est disputée entre le premier Empire bulgare et l’Empire byzantin qui inclut la région dans le « thème » byzantin de Macédoine, enjeu stratégique à mi-chemin entre Constantinople et Thessalonique. En 1204, la quatrième croisade la rattache au Royaume de Thessalonique (créé pour Boniface de Montferrat), un État latin que le despotat d'Épire reprend en 1224, avant la reformation de l’Empire byzantin par les Paléologue en 1246. À la fin du XIVe siècle et au début du XVe siècle, Grecs, Bulgares et Ottomans se disputent encore la possession de la ville, qui périclite. Elle est finalement prise par les Ottomans de Murad II en 1390, et reste turque durant cinq siècles. Soumis au haraç (double imposition sur les non-musulmans) et au devchirmé (παιδομάζωμα pédomazoma, enlèvement des enfants pour en faire des janissaires), les non-musulmans sont des sujets de second rang et beaucoup se convertissent à l’islam : ce sont les müminler de souche grecque, les avdétis de souche juive ou les pomaques de souche bulgare. De nos jours, les Xánthiotes musulmans constituent encore plus d’un tiers des habitants de la ville.

### Ère moderne
Au XVIIIe siècle, Xánthi était devenue un centre réputé de plantation de tabac qui lui assura sa prospérité et lui permit de se relever du tremblement de terre du printemps 1829. L’arrivée du train en 1890 accéléra son développement. Les chrétiens de la ville attendent leur salut de la renaissance de la Grèce et de la Bulgarie, mais sont divisés entre eux, et la domination ottomane se maintient jusqu’en 1912. La ville fut prise par les Bulgares lors de la Première Guerre balkanique et conquise huit mois plus tard par la Grèce lors de la Deuxième Guerre balkanique. Cependant, la ville et sa région furent accordées à la Bulgarie au Traité de Bucarest de 1913. La défaite bulgare lors de la Première Guerre mondiale fit passer la région et la ville à la Grèce, et selon les dispositions du traité de Lausanne de 1923 concernant les échanges de populations, une partie des Turcs de la ville doivent la quitter, et sont remplacés par des Micrasiates (Grecs de Turquie) et des Pontiques de Bulgarie.
Pendant l’Occupation, Xánthi est reprise en 1941 par la Bulgarie qui l’annexe avec toute la Thrace égéenne. Fin 1944, la résistance grecque libère Xánthi qui est, de plus, touchée après-guerre par la guerre civile grecque. Les violences n’ont épargné aucune famille, qu’il s’agisse de celles de Grecs résistants, de Romaniotes livrés par les Bulgares aux nazis, de Bulgares jugés « collaborateurs » et exécutés lors de l’épuration, ou encore de Grecs communistes après la guerre civile.
Exsangue, Xánthi, loin des circuits touristiques, met des décennies à se relever, mais à peine accéda-t-elle à la prospérité, que la crise financière des années 2010, due à la dérégulation mondiale et aux endettements de la Grèce, frappe la région. Par la suite, Xánthi développa l’éco-tourisme, orientation entravée par la pandémie de Covid-19. Xánthi est aujourd’hui siège d’une partie de l’Université Démocrite de Thrace. Le camp Triantafyllides, d'entrainement pour l'armée, est proche de la ville.

## Jumelages
| Ville | Ville        | Pays | Pays      |
| ----- | ------------ | ---- | --------- |
|       | Biga         |      | Turquie   |
|       | Bursa        |      | Turquie   |
|       | Gifhorn      |      | Allemagne |
|       | Novi Beograd |      | Serbie    |
|       | Smolyan      |      | Bulgarie  |

## Personnalités originaires de la ville
- Démocrite d'Abdère
- Protagoras d'Abdère
- Mános Hadjidákis, Oscar de la meilleure chanson originale pour Les Enfants du Pirée
- Şerif Gören, Palme d'or au Festival de Cannes
- Vasílis Torosídis, footballeur professionnel
- Christodule Ier d'Athènes, patriarche orthodoxe
- Antónis Antoniádis, footballeur professionnel
- Tsidem Asafoglou, personnalité politique.

## Galerie

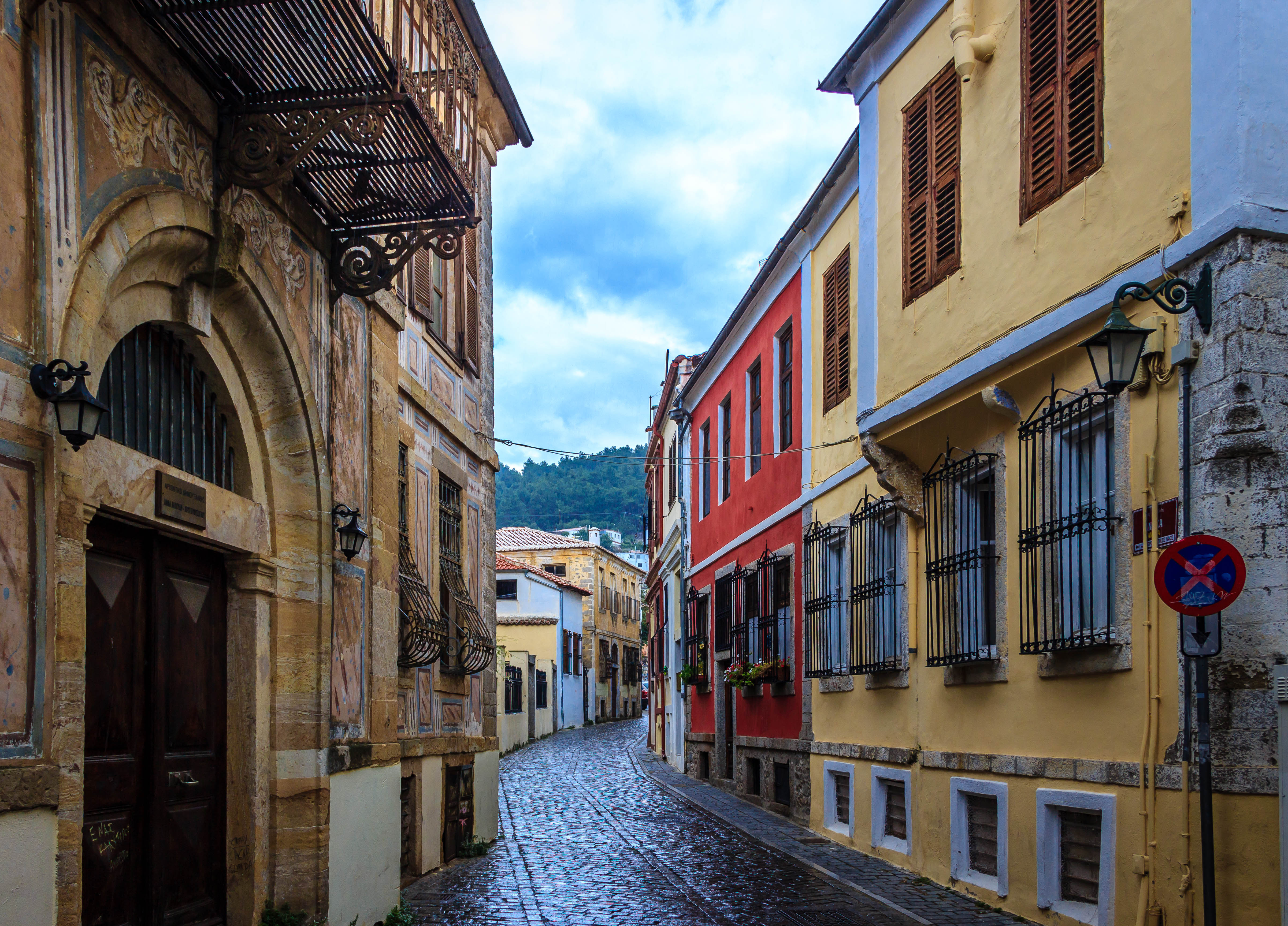
Une rue de la vieille ville
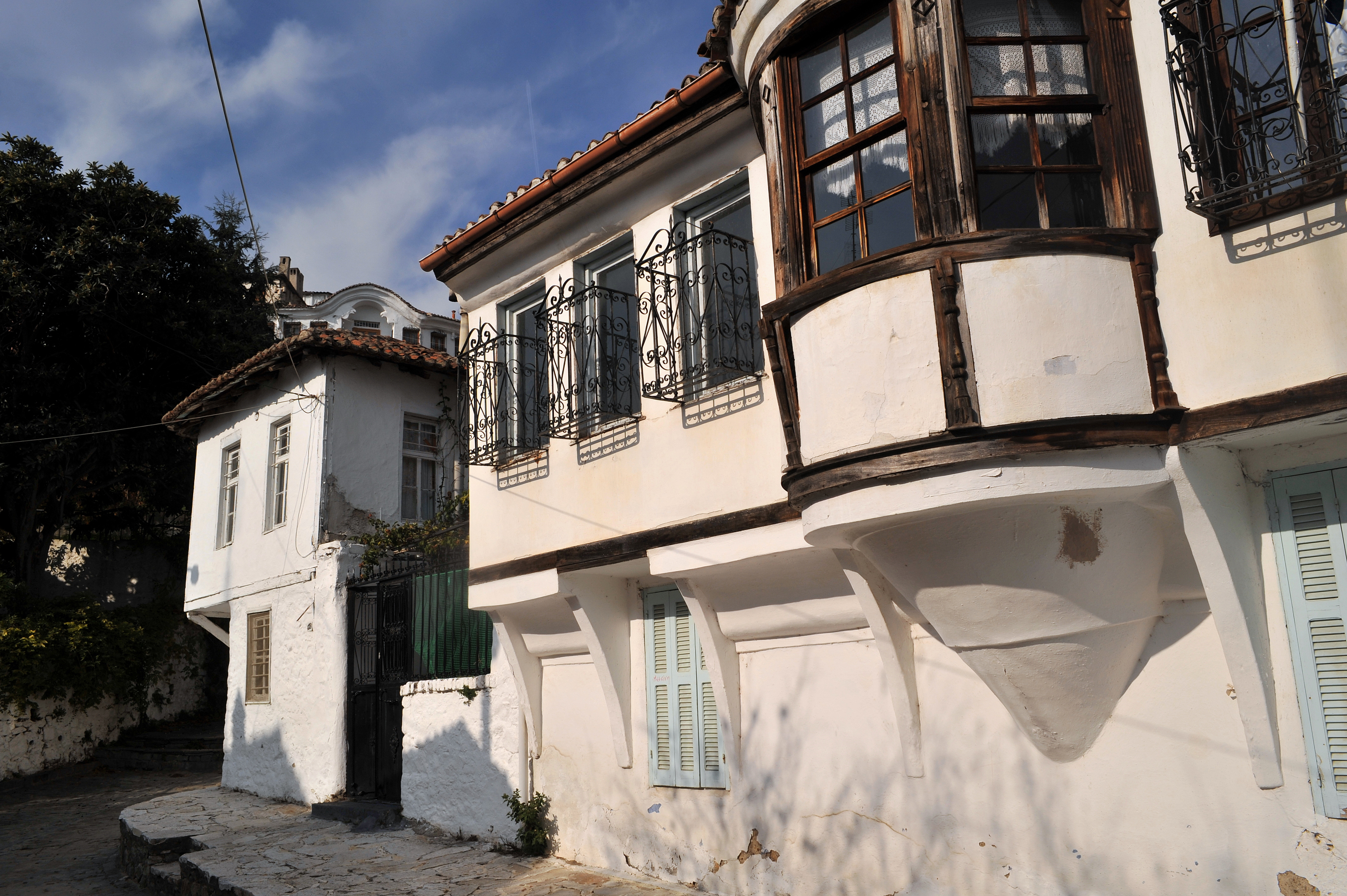
Architecture traditionnelle
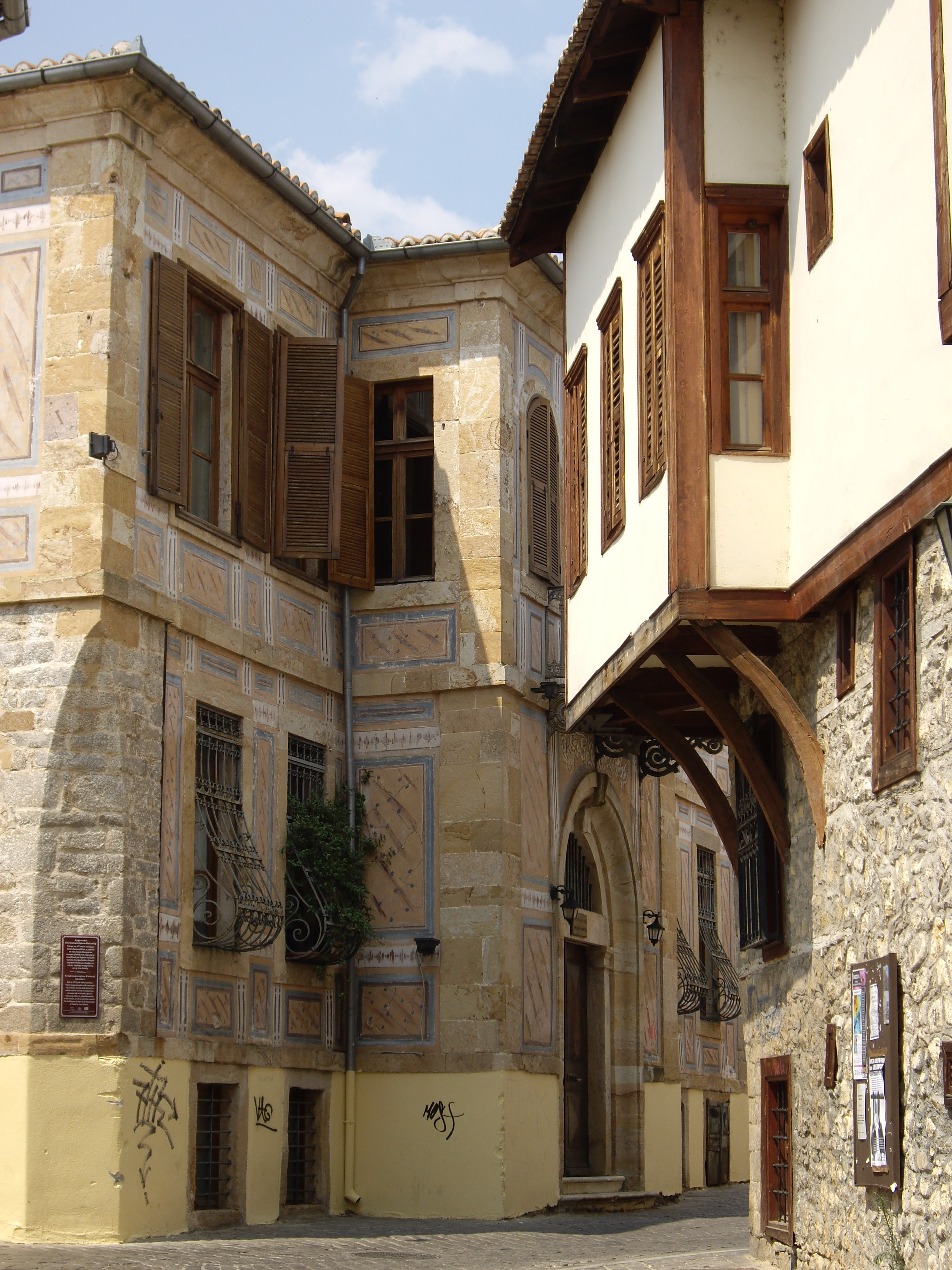
Maisons traditionnelles de la vieille ville
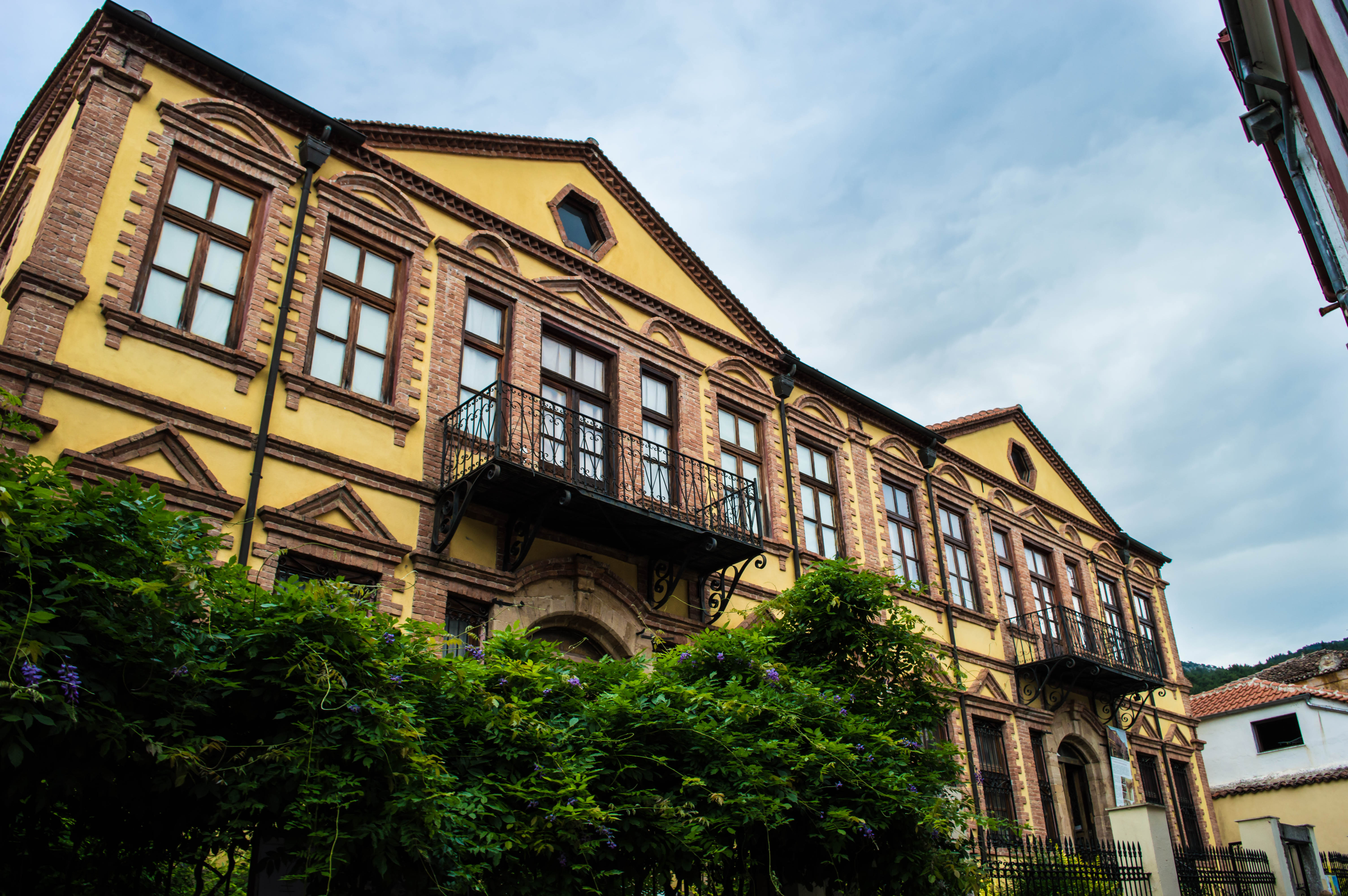
Musée du folklore
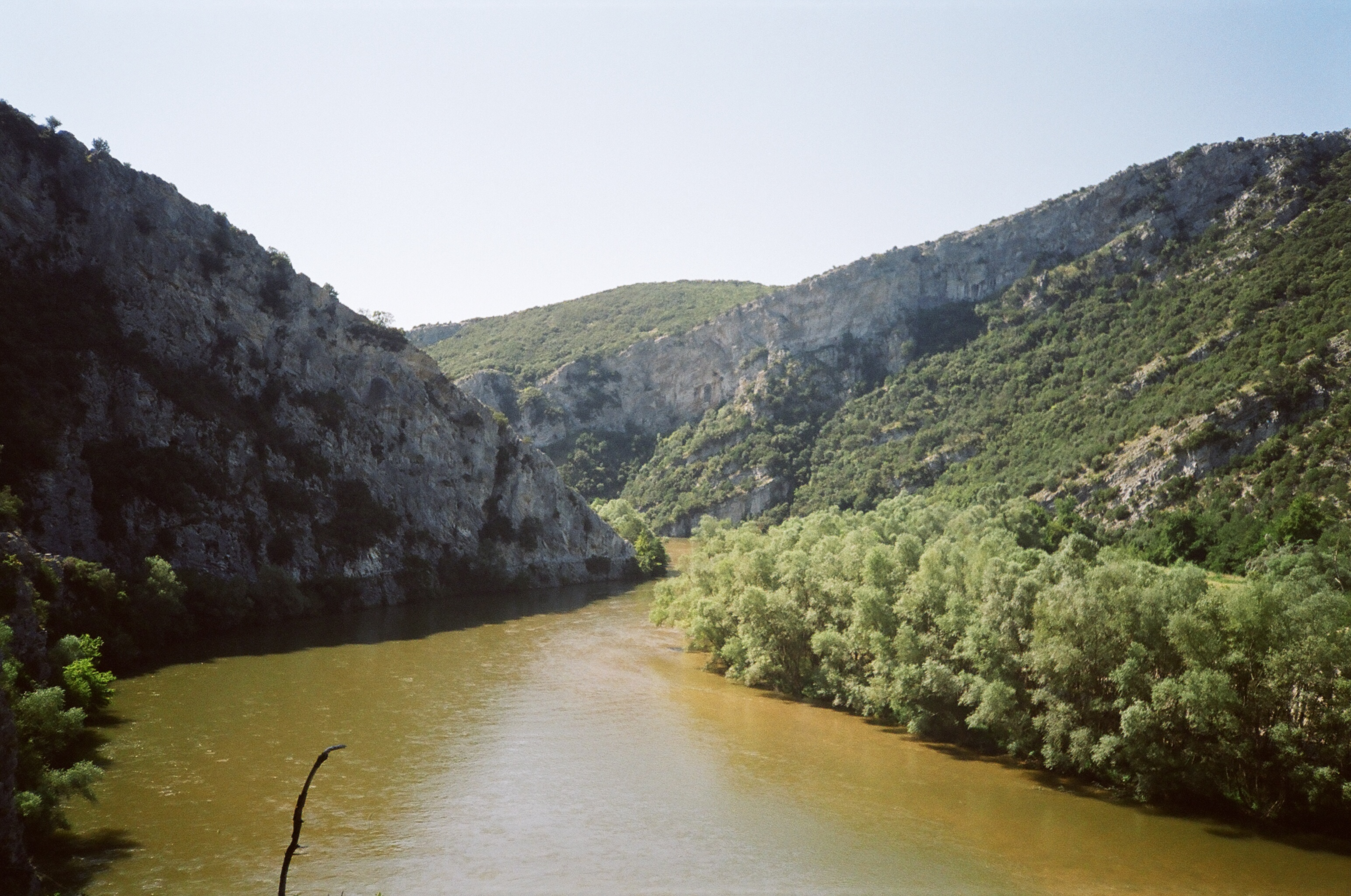
Le fleuve Nestos près de Xánthi.